# Lalaye
Lalaye (deutsch Lach oder Laach, elsässisch Lààch oder Làch) ist eine französische Gemeinde mit 487 Einwohnern (Stand 1. Januar 2021) im Département Bas-Rhin in der Europäischen Gebietskörperschaft Elsass und in der Region Grand Est. Sie gehört zum Arrondissement Sélestat-Erstein und zum Kanton Mutzig.

## Geografie
Die Gemeinde Lalaye liegt in den Vogesen im Tal des Ill-Nebenflusses Giessen, drei Kilometer von Villé entfernt. Dieser nimmt dort den Fluss „Le Charbe“ auf. Auf der westlichen Seite, beim Vallon de charbes, befindet sich mit dem Mont der höchste Punkt der Gemeindegemarkung auf 822 m über dem Meer. Südlich der Talschaft, auf der Höhe von Lalaye, bilden der Mont, der rund 500 m hohe Kohlberg und der 610 m hohe Goutte Henri einen Gebirgskamm. Zu Lalaye gehören die Ortsteile Blanc-Noyer, Chindé, Charbes, Grande Basse, Pransureux, Sachelingoutte und Wachtembert.
Nachbargemeinden im Tal der Giessen sind Fouchy (dt. Grube im Weilertal) auf der gegenüberliegenden Seite des Flusses, Bassemberg flussabwärts und Urbeis flussaufwärts. Auf dem Gebirgskamm nördlich des Tales grenzt das Gemeindegebiet zudem an Steige im Nordwesten, Maisonsgoutte und Saint-Martin.

## Geschichte
Das Dorf wurde im Dreißigjährigen Krieg zerstört. Anschließend wurden in Lach wie in vielen anderen Vogesendörfern romanische Siedler aus Lothringen angesiedelt. Im lothringischen Pattois wurde der Ort nun „Lela“ genannt.
Der Ortsteil Charbes hieß gemäß Unterlagen aus den Jahren 1471, 1477, 1488 und 1492 „Mittelscheer“. Auf Landkarten aus dem 18. Jahrhundert erscheint der Ort als Charpe.
Vom späten Mittelalter bis um 1900 wurde im Ort immer wieder Bergbau betrieben. Gefördert wurde vor allem Erz, besonders Bleiglanz und Antimon, zeitweise aber auch Steinkohle. 
Lach verlor 17 Einwohner im Ersten und 14 im Zweiten Weltkrieg.

### Bevölkerungsentwicklung
| 1962 | 1968 | 1975 | 1982 | 1990 | 1999 | 2006 | 2017 |
| ---- | ---- | ---- | ---- | ---- | ---- | ---- | ---- |
| 394  | 405  | 365  | 346  | 364  | 390  | 439  | 471  |

## Sehenswürdigkeiten
- Kirche Sainte Aurélie, eine 1777 erbaute Kirche
- Kapelle Le rocher Notre Dame
- Marienstatue auf einem Felsen

- Croix des morts aus dem Jahr 1702, heute bei der Départementsstraße D 97. Es stellt die Kreuzigung Christi dar.
- Maisons d'habitation, eine Häusergruppe aus dem 18. Jahrhundert
- Maisons des mineurs, eine weitere Häusergruppe

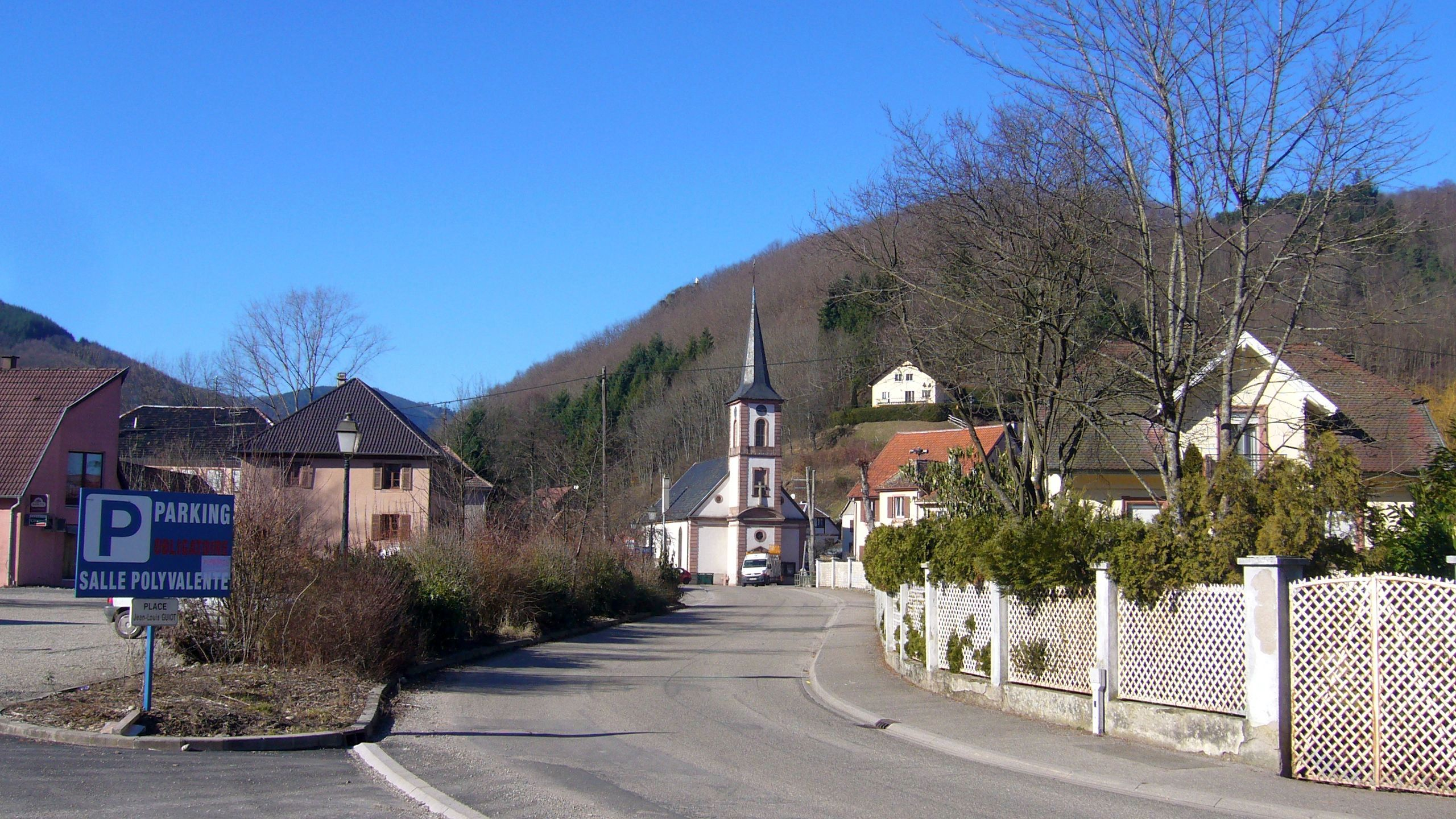
Kirche Sainte Aurélie
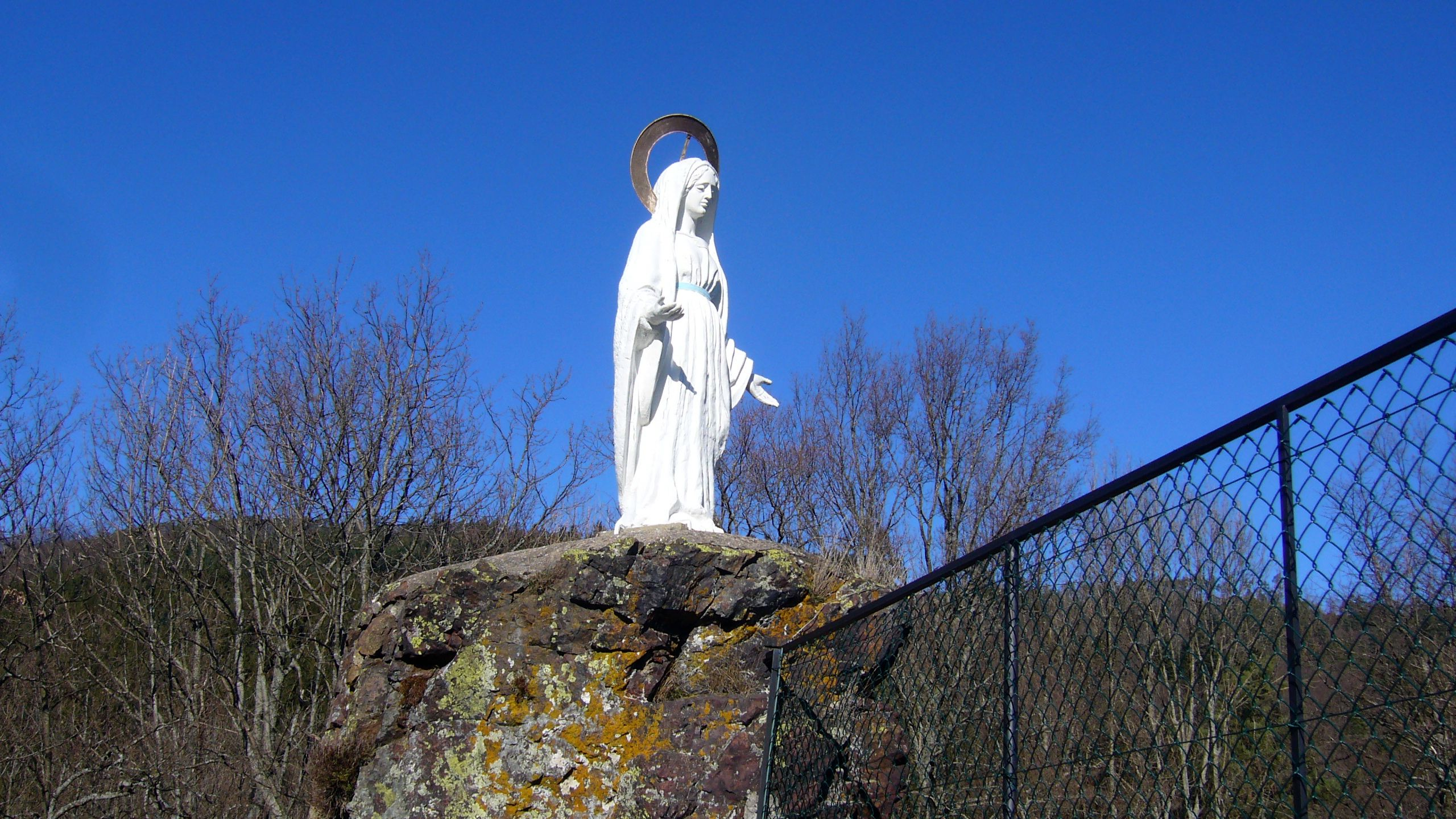
Marienstatue
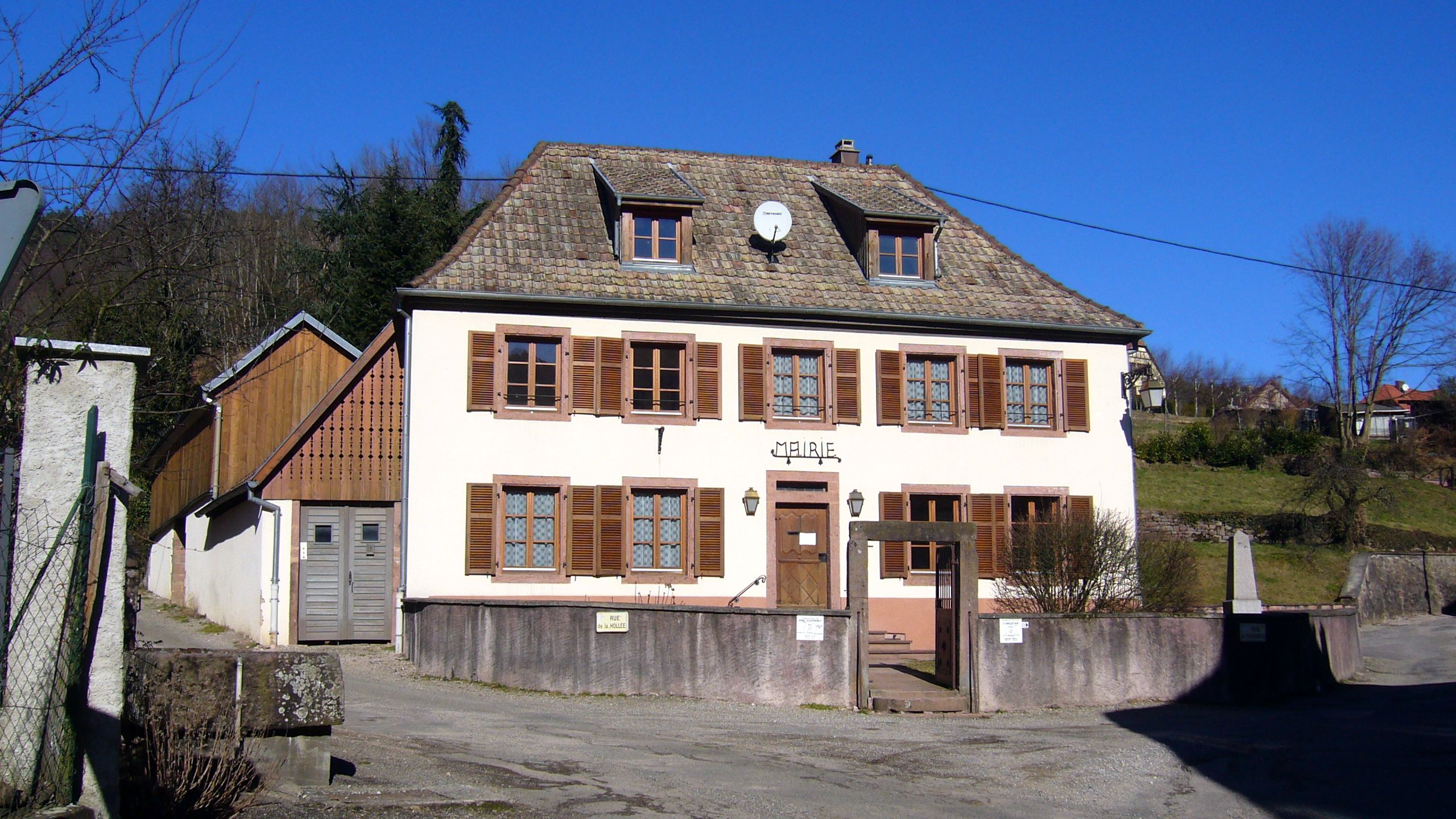
Rathaus